# دانغ كوانغ هوي
دانغ كوانغ هوي (بالفيتنامية: Đặng Quang Huy)‏ هو لاعب كرة قدم فيتنامي في مركز الوسط، ولد في 12 مايو 1992 في محافظة فين فوك في فيتنام. لعب مع Can Tho FC ‏.

## وصلات خارجية
- دانغ كوانغ هوي على موقع قاعدة بيانات كرة القدم.إي يو (الإنجليزية)
- دانغ كوانغ هوي على موقع Soccerway.com (الإنجليزية)